# ロモランタン＝ラントネー
ロモランタン＝ラントネー （Romorantin-Lanthenay）は、フランス、サントル＝ヴァル・ド・ロワール地域圏、ロワール＝エ＝シェール県のコミューン。

## 地理
ソローニュ地方の心臓部、ソルドル川のほとりにある。ヴィエルゾンの北西32km、オルレアンの南67マイル地点にある。

## 歴史
1516年、フランソワ1世はレオナルド・ダ・ヴィンチに王宮の設計を委託した。また、それはソーヌ川とロワール川を結ぶ運河の掘削を想定していた。この事業はダ・ヴィンチの死去で頓挫した。

## 交通
- 道路 - A85
- 鉄道 - TERラ・サントル・レジオンのブラン-カルジャン線。ソローニュ・トラム。

## 人口統計
| 1962年 | 1968年 | 1975年 | 1982年 | 1990年 | 1999年 | 2006年 |
| ------ | ------ | ------ | ------ | ------ | ------ | ------ |
| 11 777 | 14 096 | 16 719 | 17 692 | 17 865 | 18 353 | 17 572 |

sources=1962年までCassiniとEHESS1968年以降はInsee（二重カウントなし） · 

## 姉妹都市
- ロング・イートン、イギリス
- ランゲン、ドイツ
- アランダ・デ・ドゥエロ、スペイン
- ソーセル、ポルトガル